# 川北隆雄
川北 隆雄（かわきた たかお、1948年 - ）は、日本のジャーナリスト。中日新聞論説委員。政府税制調査会専門委員。専修大学非常勤講師。

## 略歴
- 1948年　大阪市生まれ。
- 1972年　東京大学法学部卒業、中日新聞社入社。同東京本社（東京新聞）経済部記者、デスクなどを経て現職
- 2007年　アサヒる問題は捏造だとコラムで主張したが、根拠について取材を受けると「勘弁して欲しい」と回答を拒否した[1]。

## アサヒる問題
2007年10月30日  中日新聞（東京新聞）のコラム「一筆両談」においてアサヒる問題をネット側による捏造であると断言し「アベする」という言葉が流行しているとした。
しかし、以前から「アベする」という言葉は「Google検索で全く検索されない」、「雑誌にも全く掲載されていない」など捏造であると指摘されていた。それにもかかわらず証拠もなしにコラムを掲載したため中日新聞と川北に対して非難が起こった。
捏造疑惑に対し川北は「（回答は）勘弁して欲しい」と逃亡してしまったため嘲笑されることとなった。

## 著書
- 『経済論戦―いま何が問われているのか』（岩波新書）
- 『図解でカンタン！日本経済100のキーワード』（講談社+α文庫）
- 『「財務省」で何が変わるか』（講談社+α新書）
- 『国売りたまふことなかれ』（新潮社）
- 『官僚たちの縄張り』（新潮選書）
- 『日本銀行』（岩波新書）
- 『大蔵省』『通産省』（講談社現代新書）
- 『データベース早わかり』『通算・郵政戦争』（教育社）

## 関連事項
- アサヒる問題